# روزين كيريلوف
روزين كيريلوف (بالبلغارية: Росен Кирилов)‏ (مواليد 4 يناير 1973) هو لاعب كرة قدم. يلعب مع منتخب بلغاريا لكرة القدم. سبق له أن لعب في كأس العالم لكرة القدم مع منتخب بلاده.

## روابط خارجية
- روزين كيريلوف على موقع الاتحاد الدولي (مؤرشف)  (الإنجليزية)
- روزين كيريلوف على موقع اتحاد تركيا (لاعب) (الإنجليزية)
- روزين كيريلوف على موقع قاعدة بيانات كرة القدم.إي يو (الإنجليزية)
- روزين كيريلوف على موقع ناشيونال فوتبول تيمز (الإنجليزية)
- روزين كيريلوف على موقع Soccerbase.com (لاعب) (الإنجليزية)
- روزين كيريلوف على موقع Soccerway.com (الإنجليزية)